# Uridin monofosfat
Uridin monofosfat (UMP, uridilat, 5′-uridilska kiselina, C9H13N2O9P) je organski kemijski spoj. Ovaj organofosfat nastaje dekarboksilacijom orotidilata uz nazočnost katalizatora orotidilat dekarboksilaze. Nastali UMP je jedan od dva pirimidina koji tvore RNK.
Monofosfat je uridina. Pripada skupini nukleotida i u svim je živim bićima. Najvažniji je međuproizvod biosinteze pirimidina. Od UMP-a su građeni svi ostali pirimidinski nukleotidi, a nastaje pri njihovoj razgradnji.
Ako je vezan ostatak fosfata iz dezoksiriboze, govorimo o dezoksiuridinmonofosfatu odnosno dezoksiuridilatu (dUMP), čiji je međuproizvod u biosintezi nukleotida DNK dezoksitimidintrifosfat (dTTP).
Uridilat se otapa u metanolu i dobro se otapa u vodi. Pri sobnoj temperaturi i atmosferskom tlaku na morskoj razini je krutina. Molarne je mase 324,18 g·mol−1. Talište mu je na 202 °C pri čemu nastupa razgradnja.

## Unutarnje poveznice
- Biochemie und Pathobiochemie: Pyrimidin-Stoffwechsel

## Vanjske poveznice
- PubChem